# Gyrodactylus rogersi
Gyrodactylus rogersi är en plattmaskart. Gyrodactylus rogersi ingår i släktet Gyrodactylus och familjen Gyrodactylidae. Inga underarter finns listade i Catalogue of Life.